# Chavenat
Chavenat és un municipi francès situat al departament del Charente i a la regió de la Nova Aquitània. L'any 2007 tenia 209 habitants.

## Demografia

### Població
El 2007 la població de fet de Chavenat era de 209 persones. Hi havia 72 famílies de les quals 16 eren unipersonals (12 homes vivint sols i 4 dones vivint soles), 16 parelles sense fills, 28 parelles amb fills i 12 famílies monoparentals amb fills.
La població ha evolucionat segons el següent gràfic:
Habitants censats

### Habitatges
El 2007 hi havia 98 habitatges, 75 eren l'habitatge principal de la família, 14 eren segones residències i 9 estaven desocupats. Tots els 98 habitatges eren cases. Dels 75 habitatges principals, 59 estaven ocupats pels seus propietaris, 11 estaven llogats i ocupats pels llogaters i 5 estaven cedits a títol gratuït; 3 tenien una cambra, 9 en tenien tres, 28 en tenien quatre i 35 en tenien cinc o més. 62 habitatges disposaven pel capbaix d'una plaça de pàrquing. A 24 habitatges hi havia un automòbil i a 46 n'hi havia dos o més.

### Piràmide de població
La piràmide de població per edats i sexe el 2009 era:
| Homes | Edats   | Dones |
| ----- | ------- | ----- |
| 0     | 95 o +  | 0     |
| 0     | 90 a 94 | 0     |
| 4     | 85 a 89 | 0     |
| 0     | 80 a 84 | 0     |
| 0     | 75 a 79 | 12    |
| 4     | 70 a 74 | 0     |
| 0     | 65 a 69 | 0     |
| 12    | 60 a 64 | 4     |
| 4     | 55 a 59 | 4     |
| 4     | 50 a 54 | 4     |
| 4     | 45 a 49 | 12    |
| 20    | 40 a 44 | 8     |
| 12    | 35 a 39 | 8     |
| 0     | 30 a 34 | 0     |
| 4     | 25 a 29 | 12    |
| 0     | 20 a 24 | 0     |
| 24    | 15 a 19 | 0     |
| 0     | 10 a 14 | 12    |
| 4     | 5 a 9   | 8     |
| 8     | 0 a 4   | 4     |

## Economia
El 2007 la població en edat de treballar era de 133 persones, 89 eren actives i 44 eren inactives. De les 89 persones actives 79 estaven ocupades (44 homes i 35 dones) i 10 estaven aturades (7 homes i 3 dones). De les 44 persones inactives 15 estaven jubilades, 14 estaven estudiant i 15 estaven classificades com a «altres inactius».

### Ingressos
El 2009 a Chavenat hi havia 80 unitats fiscals que integraven 235 persones, la mediana anual d'ingressos fiscals per persona era de 11.999 €.

### Activitats econòmiques
Dels 4 establiments que hi havia el 2007, 2 eren d'empreses de construcció, 1 d'una empresa de comerç i reparació d'automòbils i 1 d'una empresa de transport.
L'únic servei als particulars que hi havia el 2009 era un paleta.
L'any 2000 a Chavenat hi havia 13 explotacions agrícoles que ocupaven un total de 260 hectàrees.

## Equipaments sanitaris i escolars
El 2009 hi havia una escola elemental integrada dins d'un grup escolar amb les comunes properes formant una escola dispersa.

## Poblacions més properes
El següent diagrama mostra les poblacions més properes.